# Dov'è Anna?
Dov'è Anna? è uno sceneggiato televisivo di genere giallo del 1976, diretto da Piero Schivazappa, interpretato da Mariano Rigillo, Scilla Gabel e Pier Paolo Capponi e prodotto dalla Rai.
Soggetto e sceneggiatura della miniserie furono elaborati da Diana Crispo e Biagio Proietti, mentre le musiche vennero realizzate da Stelvio Cipriani.
Composto da sette puntate, questo giallo all'italiana per il piccolo schermo è andato in onda in prima visione sulla Rete 1 della Rai dal 13 gennaio al 24 febbraio 1976, rimanendo agli annali come la fiction di maggior successo nella storia della televisione italiana.

## Trama

### Sinossi
Roma. Carlo e Anna sono una giovane coppia, sposata e senza figli, che all'apparenza vive una modesta e a tratti fin troppo tranquilla esistenza, lui rappresentante di libri porta a porta, e lei impiegata d'ufficio. Un giorno, improvvisamente e senza alcun sentore da parte di familiari e conoscenti, Anna scompare misteriosamente: non ci sono prove che la donna si sia allontanata di sua spontanea volontà, sia stata rapita o peggio uccisa. Il marito non vuole rassegnarsi al fatto di averla persa per sempre, e nel corso dei mesi successivi continua ostinatamente nella sua ricerca della verità, raccogliendo elementi e seguendo piste che però non portano a novità rilevanti; è aiutato da Bramante, commissario dal forte lato umano, e da Paola, amica e collega di lavoro di Anna, e che peraltro da tempo nutre per Carlo un sentimento di affetto. Ricostruendo gli avvenimenti precedenti alla sua scomparsa, tuttavia, Carlo vede emergere lati del tutto inaspettati della vita della moglie.

### Prima puntata

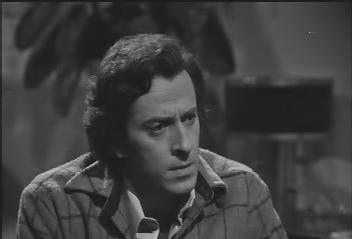
Mariano Rigillo (Carlo Ortese)

Il pomeriggio del 5 dicembre, dopo essere uscita dal lavoro, Anna non fa ritorno a casa e scompare nel nulla. Nelle settimane seguenti il commissario Bramante, incaricato del caso, tenta di venire a capo della situazione ricostruendo la vita privata e lavorativa della donna: dal suo fin troppo monotono ménage con Carlo, alla famiglia di origine, alle amiche e all'ambiente lavorativo. Tuttavia dopo tre inconcludenti mesi di indagini, in cui non emerge nulla che giustifichi la scomparsa di Anna, è costretto ad archiviare il caso. Ma Carlo, che proprio in questi terribili mesi ha visto rafforzarsi l'amore per la consorte, non demorde e anche approfittando del suo lavoro che lo porta giornalmente in giro per la città, decide di proseguire da solo le ricerche; l'uomo è ben presto aiutato da Paola, amica e collega di lavoro di Anna.
Proprio l'ufficio in cui le due si sono trovate per anni a stretto contatto, sembra fornire una prima pista. L'impresa per la quale lavorano Anna e Paola, la Edilsole, è sull'orlo del fallimento; tuttavia la cosa non sembra inizialmente riguardare Anna, finché Carlo scopre casualmente che proprio la consorte, nei giorni seguenti la sua scomparsa, avrebbe ordinato delle valigie in un negozio, premeditando quindi la sua fuga, e soprattutto lo avrebbe fatto attraverso un distinto signore che viene individuato in Roberto Lari, suo datore di lavoro e ora presumibilmente suo amante, a sua volta irrintracciabile da alcuni giorni. Per Carlo il colpo è tremendo, vedendo disfarsi davanti a sé l'immagine di Anna quale moglie fedele e donna irreprensibile. Ciò nonostante l'uomo prosegue nelle ricerche, che lo conducono a un villino fuorimano in cui la coppia di amanti avrebbe soggiornato prima della fuga, lontano da occhi indiscreti: è qui che Carlo rinviene il cadavere di Roberto.

### Seconda puntata
Alla scoperta del corpo senza vita di Roberto, Carlo, preso dal panico, non avverte la polizia bensì il suocero di Lari, il ricco ingegnere Piero Santi, il quale al contrario avvisa le forze dell'ordine che arrestano Carlo, principale sospettato dell'omicidio. Bramante, il quale in questi mesi si è fatto un'idea precisa dell'uomo, non dà tuttavia credito alla versione che vorrebbe Carlo assassino per gelosia e vendetta; la stessa morte di Roberto, che si scopre risalire a una settimana prima, scagiona Carlo il quale per tale data vanta un solido alibi. Per il commissario, le circostanze parrebbero al contrario inchiodare proprio Anna, assassina del suo amante. Anche il contratto di affitto del villino, firmato dalla donna, sembra confermare questo impianto accusatorio. Tuttavia Carlo si accorge di un errore circa la data di nascita della consorte apposta sul documento, errore che stranamente ricorre anche nella sua scheda di assunzione alla Edilsole: Carlo, Paola e Bramante intuiscono così che quel contratto è stato falsificato da Roberto Lari.
Le indagini del commissario portano intanto alla luce un altro crimine legato all'ambiente familiare di Lari, ovvero un precedente tentativo di estorsione ai danni dell'abbiente suocero. In realtà era stato lo stesso Roberto, in combutta con la sua vera amante, a ricattare Santi: aveva infatti inviato al suocero delle lettere anonime che alludevano a una relazione extraconiugale tra lui e Anna; onde evitare uno scandalo che rischiava di macchiare il nome della famiglia, Santi aveva pagato un ingente riscatto per mettere a tacere la cosa. Con la somma estorta, Lari e la sua amante si erano rifugiati in quel villino in attesa del da farsi, e la stessa donna si era finta Anna, indossando più volte una parrucca bionda per mostrarsi in pubblico onde continuare la messinscena. Una volta scoperto l'inganno, Santi aveva quindi ucciso Lari, il quale, estraneo alla scomparsa di Anna, aveva solo sfruttato la situazione per proprio tornaconto.

### Terza puntata
Dopo essere stato avvicinato dalla segretaria di un avvocato, Carlo scopre che Anna, nei mesi precedenti la scomparsa si era interessata assiduamente a delle pratiche di adozione. La cosa prende in contropiede l'uomo, dato che, nonostante la moglie ben sapesse di non poter avere figli in maniera naturale, i due non avevano mai affrontato seriamente l'argomento. Carlo fa quindi la conoscenza dell'ambiguo avvocato Giuliani, il quale aveva indirizzato Anna verso una compiacente clinica ginecologica privata e operante ai limiti della legalità, di fatto trafficando in bambini a fronte del pagamento di cospicue somme di denaro. La scoperta che la donna, nelle settimane antecedenti la scomparsa, all'oscuro del marito si era fatta anticipare varie tranche di stipendio, avalla questa tesi.
Paola, la quale ormai nutre un sentimento sempre più profondo verso Carlo, entra quindi nell'istituto fingendosi interessata a un'adozione, in modo da cercare notizie circa l'amica; Anna aveva a lungo frequentato il posto, conoscendo al suo interno una ragazza madre che pareva aver accettato di affidarle il suo nascituro. Carlo rintraccia la ragazza, la quale ora vive insieme al figlio, pur tra varie difficoltà economiche: infatti, nonostante avesse ceduto alle richieste di Anna soprattutto per assicurare un futuro migliore al suo bambino, poi nel giorno prestabilito per avviare le procedure legali dall'avvocato, proprio quel 5 dicembre, inspiegabilmente Anna non si era presentata all'appuntamento.

### Quarta puntata

Pier Paolo Capponi (commissario Bramante) nel 1974

Una lettera giunta in commissariato porta Bramante a riaprire le indagini sulla scomparsa di Anna: nella missiva, un anonimo testimone accusa Carlo di uxoricidio. Il commissario è turbato da questa possibile conclusione, anche per via del bel rapporto umano che in questi difficili mesi si è instaurato tra i due; tuttavia l'uomo decide di andare in fondo alla cosa, anche perché nella lettera si parla di un incontro tra Carlo e Anna la sera del 5 dicembre, alcune ore dopo la presunta scomparsa della donna. Le cose per Carlo paiono presto mettersi male, poiché nel frattempo anche una ricevuta dell'assicurazione, inerente a un incidente stradale che sarebbe occorso alla coppia proprio quella sera, confermerebbe questa accusa; tuttavia il fatto viene contestato veementemente da Carlo, il quale si professa vittima di un clamoroso errore.
È Paola a intuire che dietro alla missiva minatoria ci sia Guido Cesari, un signore di mezz'età con cui ella ha intrattenuto una relazione amorosa ormai giunta agli sgoccioli: a sorpresa Guido non nega affatto la circostanza, e anzi di fronte a Bramante ammette senza remore di aver falsato la sua testimonianza onde rivalersi contro Carlo, reo di essere la causa scatenante della fine della sua storia con Paola. Mentre anche la faccenda dell'incidente, in realtà avvenuto la sera del 4 dicembre ma poi annotato per una svista il giorno seguente, viene chiarita, Paola non può più tenere nascosti a Carlo i sentimenti che prova nei suoi confronti, con il loro rapporto d'amicizia che s'intorbidisce sempre più.

### Quinta puntata

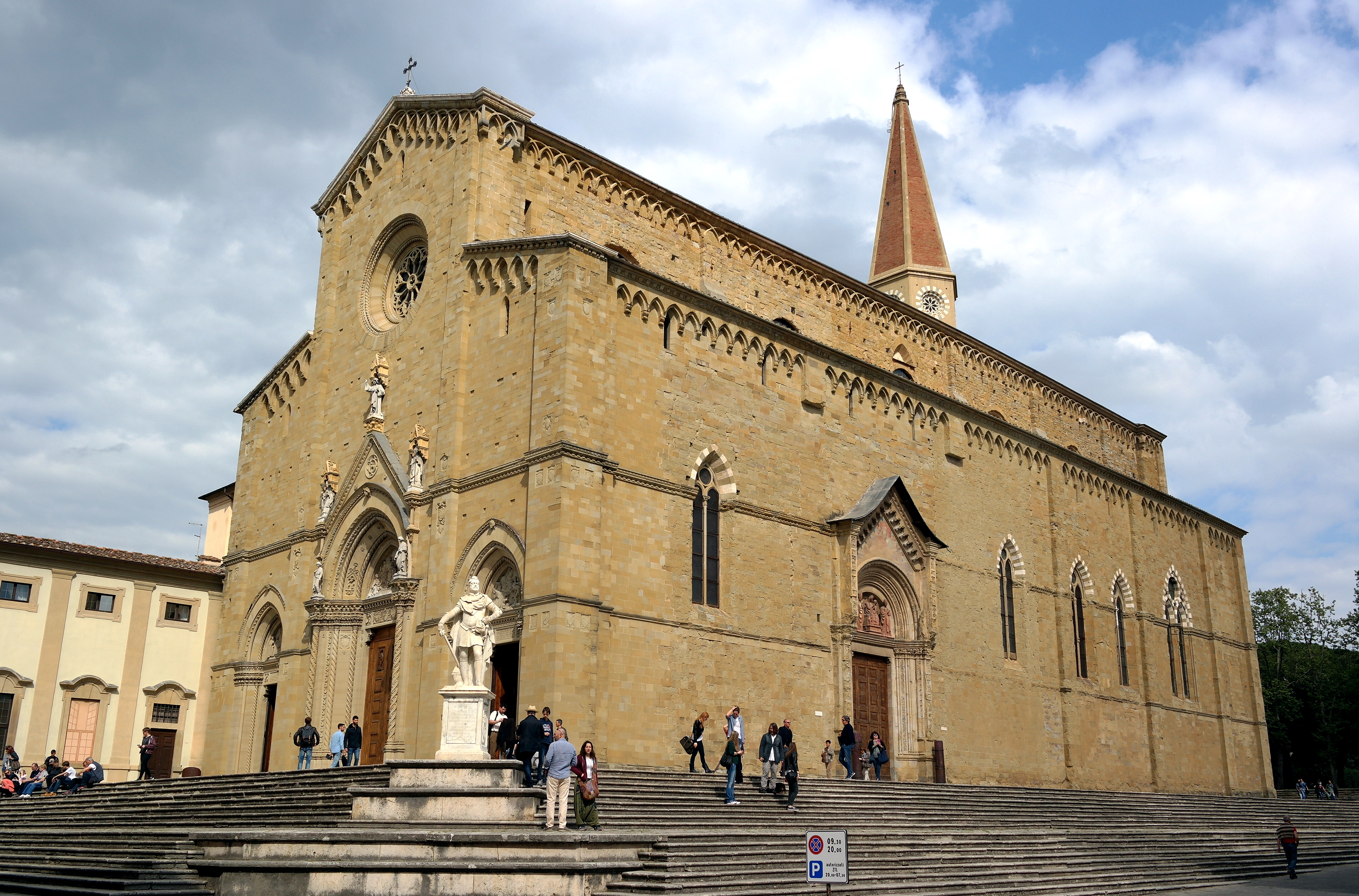
La cattedrale dei Santi Pietro e Donato ad Arezzo (2017)

Durante un controllo contabile inerente alla liquidazione della Edilsole, Paola nota un'incongruenza in un rimborso spese di Anna: circa un mese prima della sua scomparsa, approfittando di una trasferta di lavoro, la donna si era fermata ad Arezzo, città in cui vive il suo primo amore, Gianni. Temendo un ritorno di fiamma, Carlo si reca in Toscana dove supera con qualche difficoltà la nient'affatto malcelata diffidenza della famiglia dell'uomo, volta a tenere nascosto il fatto che, ormai da un anno, Gianni è ricoverato presso una clinica per malattie mentali. Anche se l'uomo è da considerarsi oggi guarito e pronto a reinserirsi nella comunità, tuttavia nessun suo parente vuole assumersi questa responsabilità: Anna si era quindi recata nella città etrusca, su sollecito del responsabile della struttura, per un semplice gesto di umanità. Dopo quella visita, tuttavia, la donna aveva fatto perdere le sue tracce.
Nei giorni seguenti arriva a sorpresa ad Arezzo anche Paola, la quale ormai non nasconde più a Carlo il suo amore; e proprio in un momento di sconforto, i due si lasciano andare a un fugace momento di passione, che però sembra destinato a rimanere estemporaneo. Intanto la reciproca gelosia per Anna rende arduo un dialogo tra Carlo e Gianni, tanto che l'ex ragazzo, onde ferire nell'animo il marito del suo mai dimenticato amore, arriva persino a confessare il presunto assassinio della donna. Ma Carlo capisce essere solo uno stratagemma dettato dalla disperazione dell'uomo; e anzi si adopera per portare a termine quanto iniziato da Anna, convincendo un ricco zio di Gianni a farsi carico delle sorti del nipote. Una volta tornato a Roma, ormai stanco e provato dalle sue infruttuose ricerche, Carlo prova a dimenticare per sempre la moglie passando la notte insieme a Paola. Ma il mattino seguente, i due comprendono che non potranno mai legarsi serenamente senza prima aver scoperto la verità sul destino di Anna.

### Sesta puntata

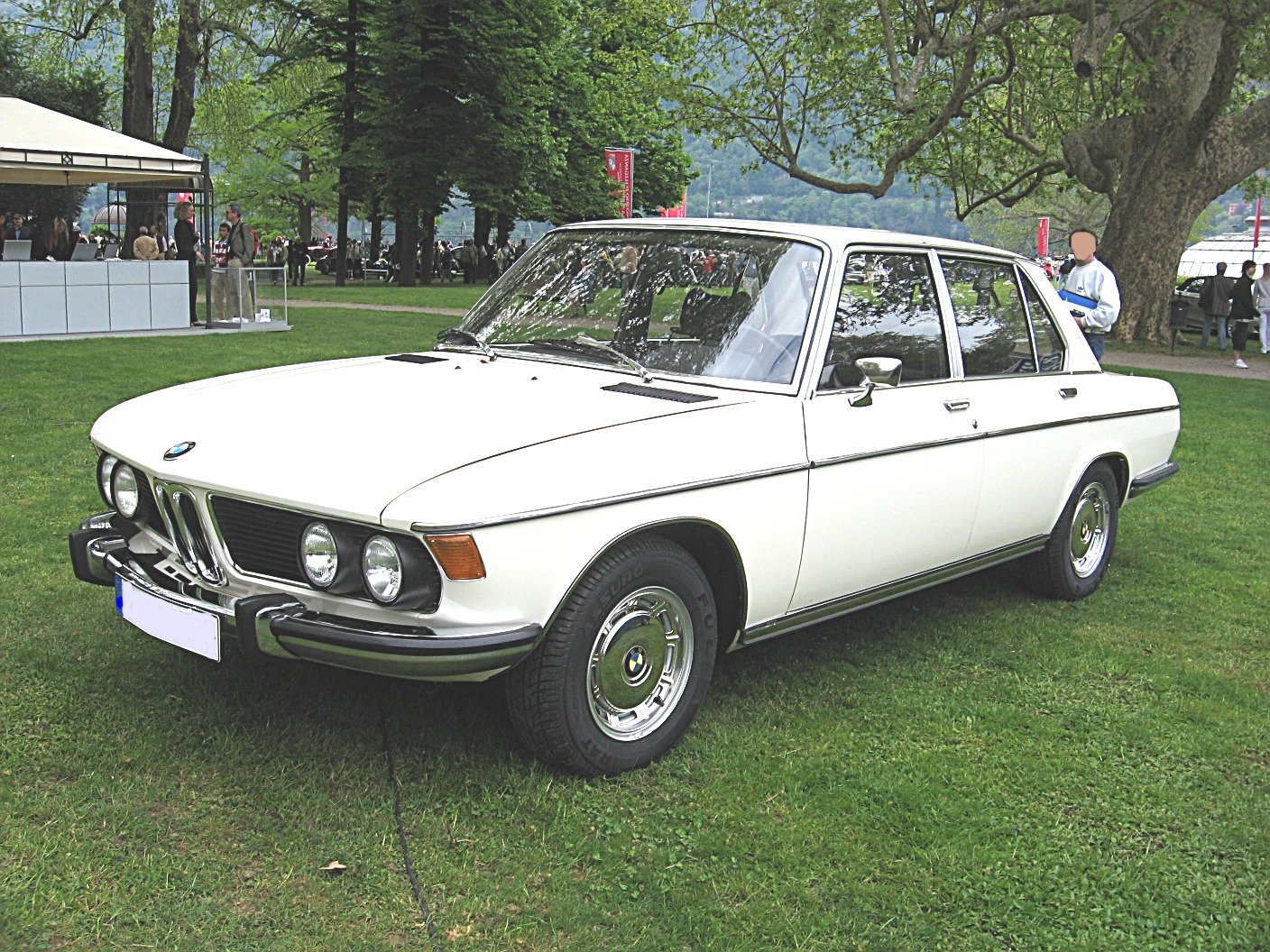
Una BMW E3, la «berlina bianca» dell'ingegnere Recani.

Da tempo senza più notizie né indizi su Anna, Carlo sembra aver ormai preso atto della situazione, lasciando andare il ricordo della moglie e provando lentamente a tornare a una vita, all'apparenza, normale. Tuttavia il casuale incontro lavorativo con l'ingegnere Giulio Recani, conoscenza superficiale di Anna e da poco rimasto vedovo, risveglia improvvisamente nell'uomo dei sospetti: Recani possiede infatti una lussuosa berlina bianca, forse la stessa notata da una testimone sul luogo dell'ultimo avvistamento di Anna. Quando Carlo scopre che la moglie dell'ingegnere, Franca, è stata vittima di un incidente d'auto avvenuto il giorno dopo la scomparsa di Anna, i suoi timori si fanno sempre più forti, anche per via di una ricca polizza assicurativa sulla vita della donna.
Una volta messo al corrente di questi nuovi fatti, Bramante comincia a indagare nella sfera privata di Recani: questi è un altolocato professionista che da un anno a quella parte, tuttavia, pare alle prese con forti problemi finanziari; inoltre, grazie all'aiuto di Paola che nota la strana coincidenza, si scopre come Giulio e Anna soggiornarono entrambi a Salsomaggiore Terme qualche settimana prima dell'inizio del mistero. Insieme a Carlo, il commissario approfondisce inoltre la dinamica dell'incidente in cui è perita Franca, precipitata con la sua vettura in una scarpata. L'ipotesi della tragica fatalità non sembra reggere, anche alla luce di quanto emerge dopo un successivo controllo sugli spostamenti di Recani, il quale nei mesi seguenti la morte della moglie ha frequentato assiduamente Madrid, ufficialmente per questioni di lavoro; nulla di sospetto se non fosse che, proprio poche ore dopo l'incidente occorso alla consorte, il passaporto di Franca è stato utilizzato da una sconosciuta a Fiumicino per imbarcarsi su di un volo per la Spagna.

### Settima puntata

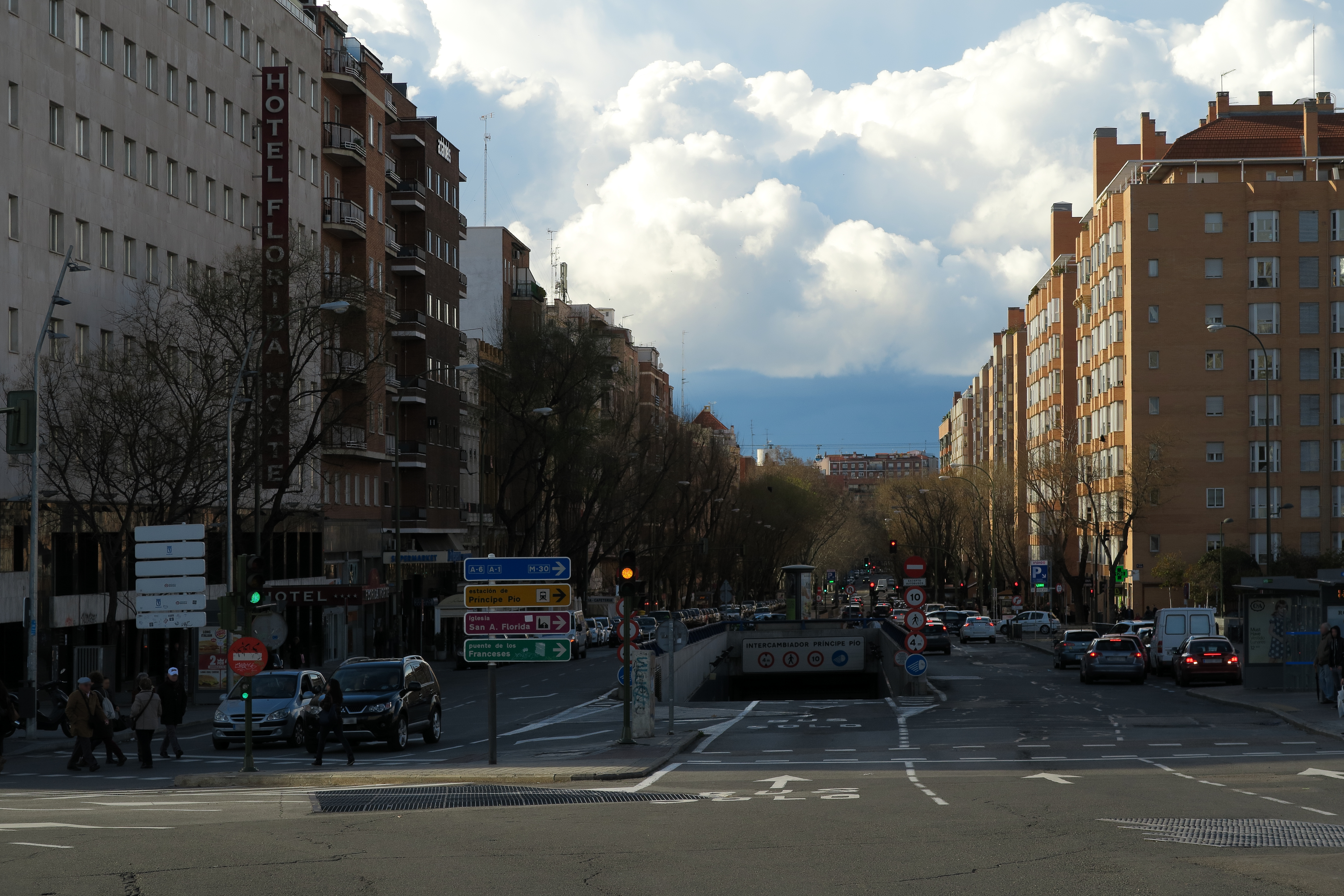
Paseo de la Florida a Madrid (2016)

Bramante arriva alla conclusione, agghiacciante e dura da accettare per Carlo, che mesi addietro Anna e Giulio Recani fossero diventati amanti, e che in combutta abbiano pianificato l'omicidio della moglie dell'ingegnere per intascarne i soldi della polizza e rifarsi una vita insieme a Madrid: è proprio qui che Anna si troverebbe ora, spacciandosi sotto mentite spoglie per Franca, mentre Giulio, ancora a Roma, attende entro pochi giorni la chiusura delle indagini da parte della compagnia assicuratrice, per ottenere il consistente risarcimento e poi raggiungere definitivamente in Spagna l'amata e complice. Tutti gli indizi paiono confermare questa ipotesi, sicché il commissario si accorda in segreto con gli assicuratori allo scopo di tendere una trappola a Recani, il quale da parte sua è ormai convinto di averla fatta franca.
Alla partenza dell'ingegnere per Madrid, Bramante e Carlo lo tallonano e, con l'aiuto della polizia iberica, tentano in vari modi di incastrarlo; per Carlo, più che altro, il desiderio è quello di avere un ultimo confronto con Anna. Quando le speranze paiono vane, gli inquirenti arrivano a un'abitazione dove da alcuni mesi vive una signora italiana. Il mistero sembra giunto alla sua soluzione, ma al momento dell'arresto Bramante si trova davanti, a sorpresa, Franca: la donna morta nell'incidente del 6 dicembre, quindi, era proprio Anna, uccisa dai coniugi Recani.
Alcuni mesi prima, durante una vacanza a Salsomaggiore Terme, la coppia aveva casualmente incrociato Anna, la quale era lì solo per accompagnare i genitori: notandone la somiglianza con Franca, i due avevano iniziato ad architettare la loro truffa dato che, navigando da tempo in cattive acque, erano terrorizzati all'idea di rinunciare al loro benessere economico; tale prospettiva li aveva spinti a inscenare il finto incidente coinvolgendo Anna, che per loro era solo un corpo da dare in pasto alla compagnia assicuratrice. L'amara conclusione della vicenda si ripercuote anche sulle dinamiche tra Carlo e Paola, con quest'ultima che non se la sente di intraprendere una nuova vita con l'uomo, per via dell'opprimente ricordo di Anna.

## Produzione

### Sceneggiatura
In una fase storica in cui lo sceneggiato televisivo di genere giallo e thriller, per la Rai aveva ancora il significato di luoghi stranieri e quasi esotici oppure di epoche storiche passate, Dov'è Anna? fu il primo a proporre una storia ambientata nell'Italia contemporanea – «e già questo incuriosiva il pubblico», commenterà anni dopo l'ideatore Biagio Proietti, in quanto «quello che veniva fuori, puntata dopo puntata, era il ritratto» del Paese –; ciò sfruttando peraltro un genere, quello succitato del giallo, al tempo molto in voga tra le produzioni italiane, sia in televisione sia al cinema.
Innovativa fu la scelta di affidare le redini dell'indagine sulla scomparsa di Anna, non alla polizia – col commissario Bramante che, al contrario, deve ammettere il suo fallimento investigativo, altra novità nel racconto poliziesco dell'epoca – bensì a un comune cittadino, suo marito Carlo, ammantando così il tutto di un deciso sentimentalismo: «nella ricerca della moglie scopre dei segreti sulla vita della compagna che forse non avrebbe mai saputo se non fosse sparita nel nulla»; cosa che, a posteriori, avrebbe portato Proietti a cambiare il titolo dell'opera da Dov'è Anna? in Chi è Anna?. Lo sceneggiato si mostrò all'avanguardia, al tempo, anche per i temi trattati: infatti nel corso delle puntate vennero affrontati alcuni tra gli argomenti più «caldi» nella società italiana del decennio, dall'adozione alle malattie mentali, nelle parole di Proietti «uno squarcio sull'Italia».
In tal senso, inizialmente in fase di scrittura lo sceneggiato era composto da 8 puntate, tuttavia in seguito ridotte a 7. All'epoca la Rai giustificò questo taglio per mere questioni economiche, dato che l'episodio in questione avrebbe avuto in gran parte un'ambientazione notturna; tuttavia anni dopo, Proietti ridurrà il tutto a una censura per il tema proposto: «ad un certo punto Carlo pensa che la moglie sia finita in un giro di prostituzione. Raccontare questo aspetto della malavita romana forse avrebbe tirato su un polverone...».

### Riprese

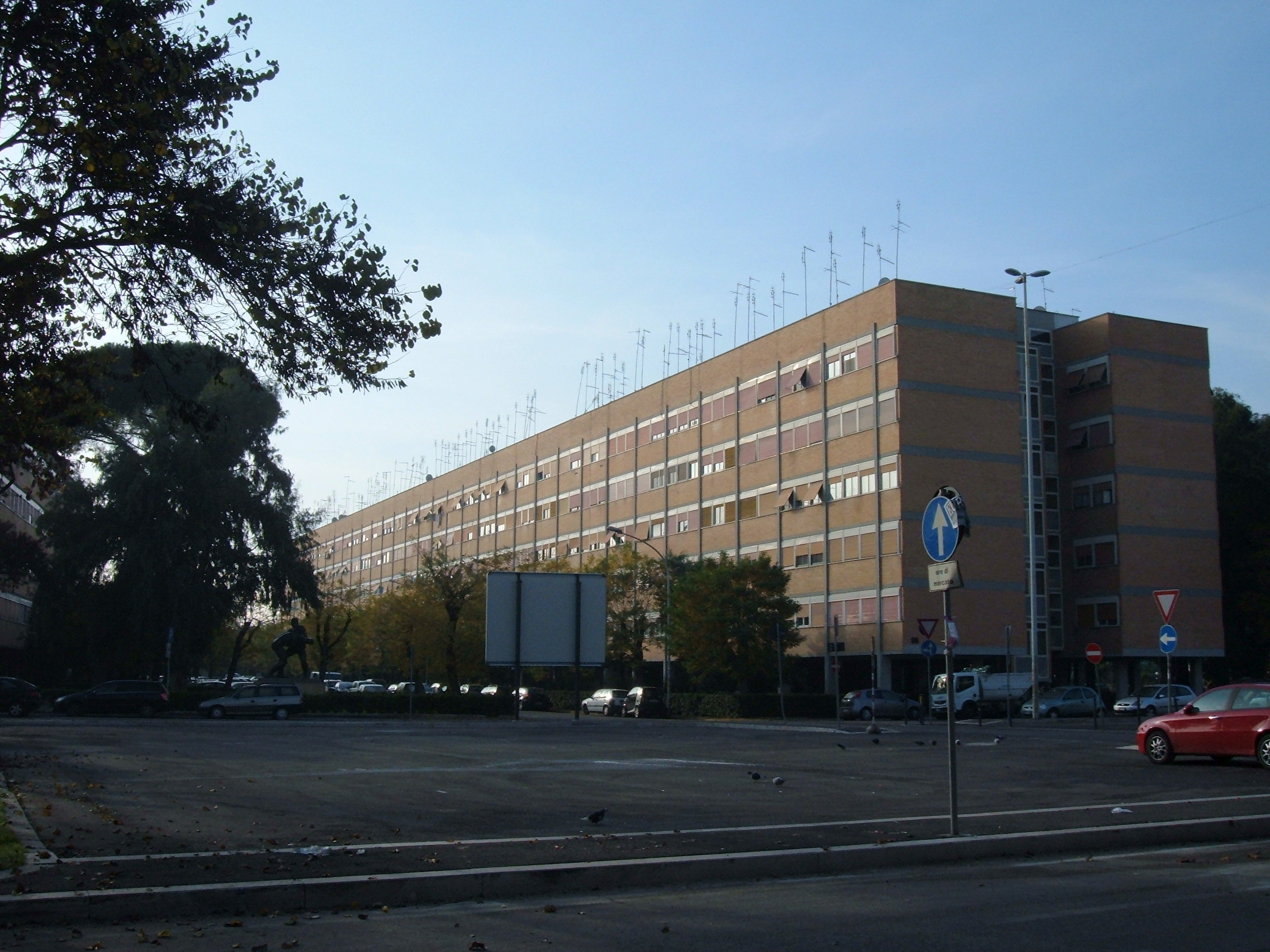
Il Villaggio Olimpico di Roma (2009)

Le riprese degli esterni si svolsero perlopiù a Roma. La casa di Carlo e Anna si trova nella zona del Villaggio Olimpico, così come la casa della testimone che vide la misteriosa berlina bianca. Il negozio del droghiere, in realtà un bar riadattato a drogheria per lo sceneggiato, è nell'adiacente quartiere Flaminio. La casa di Paola, collega e amica di Anna, è in zona Portuense. Il piazzale del tribunale dove Carlo incontra l'avvocato Giuliani per avere notizie della moglie, è il tribunale ordinario, in piazzale Clodio. L'abitazione dell'ingegnere Recani è nei pressi della via Aurelia. La casa della dattilografa Silvia Escobar, che dovrebbe essere a Madrid, è in realtà sempre a Roma, nelle vicinanze di Villa Borghese; l'hotel Florida Norte dove soggiornerà Recani, si trova invece realmente nella capitale spagnola, in Paseo de la Florida.
La scena di apertura di ogni puntata, in cui appaiono il commissario Bramante, Carlo e Paola all'interno di una galleria, è stata girata in quella di Olmo di Bobbi a Ortona dei Marsi, nell'Aquilano, sulla strada provinciale che da Ortona conduce verso Cocullo e Sulmona; nei pressi della stessa galleria si trova il luogo dove sosterà la Fiat 128 misteriosamente noleggiata. Sempre sulla provinciale di Ortona dei Marsi è stata girata la scena conclusiva, con un'autovettura incendiata che viene spinta verso un dirupo – il regista Schivazappa aveva già utilizzato questi luoghi nel 1973 come set per lo sceneggiato Vino e pane. La farmacia della famiglia di Gianni è ad Arezzo, davanti alla cattedrale dei Santi Pietro e Donato; sempre nel centro storico della città toscana, è la latteria dove Carlo va a chiedere informazioni su Gianni. Durante la presunta ricostruzione dell'omicidio della signora Recani fatta dal commissario Bramante, infine, si vede Anna telefonare da un telefono pubblico all'autonoleggio, nei pressi della stazione di Roma Termini.

## Colonna sonora
Il 45 giri del tema musicale di Stelvio Cipriani, pubblicato dalla RCA Italiana, rimase a lungo nella hit parade italiana del 1976. Qualche tempo dopo uscì una versione cantata, dal titolo Certe volte, interpretata dall'attrice Antonella Lualdi.

## Accoglienza
Dov'è Anna? venne accolta in maniera assolutamente positiva dal pubblico. Le 7 puntate ottennero una media-record di oltre 24 milioni di telespettatori, raggiungendo i 28 in occasione dell'ultima: risultati che ne fecero uno sceneggiato di culto per la televisione italiana, «un mostro di ascolti» che è tuttora la fiction più vista di sempre in Italia.

## Casi mediatici
La quinta puntata dello sceneggiato, inerente al tema della malattia mentale, superò l'ambito televisivo alimentando un dibattito che riuscì ad avere effetti nella legislazione italiana del tempo. Come ricordò lo sceneggiatore Proietti, «fino agli anni '70 [del XX secolo, ndr] esisteva una norma del codice di polizia secondo cui se una persona rinchiusa in un manicomio veniva dichiarata guarita poteva uscire solo se un parente si assumeva la responsabilità del paziente», ovvero quanto mostrato nella suddetta puntata con il caso di Gianni, l'ex di Anna; dal movimento di opinione generato, si arrivò all'eliminazione di tale postilla – ancor prima dell'approvazione della legge Basaglia nel 1978, che riformò l'intera materia di assistenza psichiatrica in Italia.
Sul piano più frivolo, il successo dello sceneggiato fece sì che venisse parodiato all'interno di Rete Tre, varietà andato in onda sulla Rete 1 nell'autunno del 1976 e che ironizzava sulla televisione italiana di quel periodo: tra le varie prese in giro, ci fu anche quella di Dov'è Anna?, per l'occasione ridenominato Dov'è Ada?.